# Somethus fuscipes
Somethus fuscipes är en mångfotingart som beskrevs av Chamberlin 1920. Somethus fuscipes ingår i släktet Somethus och familjen orangeridubbelfotingar. Inga underarter finns listade i Catalogue of Life.